# Mieczysław Szczuka
Mieczysław Szczuka (19. října 1898 ve Varšavě – 13. srpna 1927 v Tatrách) byl polský avantgardní umělec, představitel polského konstruktivismu a produktivismu. Mezi lety 1923–1927 se věnoval horolezectví v Tatrách (taternictwo).

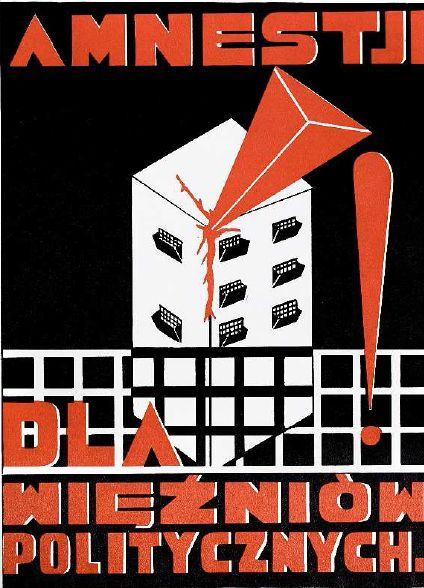
Amnestji dla więźniów politycznych – plakat -1926

## Umělecká činnost
V letech 1915–1918 studoval školu výtvarného umění ve Varšavě u Miloše Kotarbiňského. Měl levicové názory, které se pokoušel spojit s uměleckou činností. Byl malíř, grafik a sochař. Zabýval se fotomontáží, abstraktním filmem, vytvářel ilustrace, desky knih a titulní strany časopisů a plakáty. Experimentoval s průmyslovými a užitnými návrhy, pohyblivými formami a prostorovými kompozicemi. Hlásal krajní utilitarismus a umění ztotožňoval s praktickou výrobou předmětů. V roce 1924 se stal spoluzakladatelem umělecké skupiny a časopisu "Blok", roku 1927 založil časopis "Dźwignia". Szczuka byl jeho jediným redaktorem a vydavatelem a podporu mu poskytovala Komunistická strana Polska. Do autorovy smrti roku 1927 vyšly čtyři čísla "Dźwigni".

## Horolezectví
Szczuka trpěl tuberkulózou a roku 1923 odjel na léčebný pobyt do Zakopaného. Zde ho zaujmula horská turistika a horolezectví, kterému se následně věnoval až do smrti. Vykonal mnoho prvovýstupů na nejobtížnějších tatranských svazích. Zahynul na jižní stěně Zamarlé Turni 13. srpna 1927 během třináctého pokusu zdolání této velmi obtížné stěny. Szczuka ji s úspěchem zlezl již dříve a toho dne ji chtěl zdolat spolu s dvěma nezkušenými kolegy. Okolnosti jeho smrti nejsou zcela vyjasněny. Pravděpodobně se během jeho pádu přeřízlo jistící lano o ostrý skalní výstupek.